# نادي فيلكير
نادي فيلكير لكرة القدم (بالآيسلندية: Íþróttafélagið Fylkir)‏ نادي كرة قدم آيسلندي يلعب في دوري الدرجة الممتازة. تم تأسيس النادي في عام 1967.